# River (låt)
River är en singel av den polsk-amerikanska sångaren Ochman, släppt den 3 februari 2022. Låten vann den polska tävlingen Tu bije serce Europy! Wybieramy slog na Eurowizję och representerade därmed Polen i Eurovision Song Contest 2022 i Turin.

## Eurovision Song Contest
Det polska sändningsföretaget, TVP, öppnade den 20 september 2021 ett inlämningsfönster där intresserade artister och låtskrivare kunde skicka in sina bidrag till Tu bije serce Europy! Wybieramy slog na Eurowizję. När inlämningsfönstret stängde den 20 november 2021 hade TVP fått in 150 bidrag. En urvalskommitté valde sedan ut tio bidrag som skulle få tävla. Det tävlande bidragen presenterades den 14 januari 2022 och "River" med Ochman var ett av dem. Tävlingen ägde rum den 19 februari 2022 där "River" fick flest röster i finalomgången. Låten blev därmed Polens bidrag i Eurovision Song Contest 2022.
Ochman framförde "River" i den andra semifinalen där den kom på sjätte plats och gick därför vidare till finalen. Det var första gången sedan 2017 som Polen gick vidare till final. Låten slutade i finalen på en tolfte plats med 151 poäng.